# Skitholvola
Skitholvola o Sjettholvola es una montaña en la comunidad Verdal en el condado de Nord-Trøndelag, parte del país europeo de Noruega. Alcanza una altitud es de 611 metros sobre el nivel del mar (2005 pies), y constituye una parte de Kjolen, las montañas que conforman la frontera contra la vecina Suecia.